# Liste der Bodendenkmale in Kyffhäuserland
In der Liste der Bodendenkmale in Kyffhäuserland sind alle Bodendenkmale der Gemeinde Kyffhäuserland und ihrer Ortsteile aufgelistet. Grundlage ist die Auflistung von Erhard Schröter aus dem Jahr 1986 und die Datenbank herausragender archäologischer Denkmale des Thüringisches Landesamtes für Denkmalpflege und Archäologie. Die Baudenkmale sind in der Liste der Kulturdenkmale in Kyffhäuserland aufgeführt.
| Denkmal-ID | Fundart            | Ortsteil      | Bezeichnung                                                     | Zeitstellung                      | Lage                                                                                               | Bemerkungen                                                                            | Bild |
| ---------- | ------------------ | ------------- | --------------------------------------------------------------- | --------------------------------- | -------------------------------------------------------------------------------------------------- | -------------------------------------------------------------------------------------- | ---- |
| ?          | Altbergbau         | Badra         | Kupferschiefer-Haldenfeld und Bergbaustollen „Preußischer Kopf“ | Mittelalter, Neuzeit              | 2 km nördlich des Orts                                                                             |                                                                                        |      |
| ?          | Burganlage, Kirche | Badra         | Wallanlage                                                      | Mittelalter, Neuzeit              | Nördlich des Orts, Schlossberg                                                                     |                                                                                        |      |
| ?          | Altbergbau         | Badra         | Alabaster-Bergbau                                               | Mittelalter, Neuzeit              | Östlich des Orts, Mäusetal                                                                         |                                                                                        |      |
| ?          | Burganlage         | Bendeleben    | Ringwall mit Motte                                              | Mittelalter, Neuzeit              | Nordöstlich des Orts, 1 km östlich des Segelteichs am Nordostrand des Hundsbergs im Markgrafenholz |                                                                                        |      |
| ?          | Kirche             | Göllingen     | Kloster Göllingen                                               | Mittelalter, Neuzeit              | Nordrand des Orts                                                                                  |                                                                                        |      |
| ?          | Burganlage         | Günserode     | Talrandburg „Kohnstein“                                         | Bronzezeit, Vorrömische Eisenzeit | 1,2 km nordwestlich des Orts, Nordrand der Schmücke                                                | durch Wälle und Gräben mehrmals unterteilt, Hortfunde der Bronze- und frühen Eisenzeit |      |
| ?          | Altbergbau         | Rottleben     | Barbarossahöhle, Kupferschieferbergbau                          | Mittelalter, Neuzeit              | Nordwestlich des Orts                                                                              |                                                                                        |      |
| ?          | Burganlage         | Rottleben     | Spornburg „Falkenburg“                                          | Mittelalter, Neuzeit              | 1,1 km nordwestlich des Orts, über der Barbarossahöhle                                             |                                                                                        |      |
| ?          | Grabhügel          | Rottleben     | Grabhügel                                                       | unbestimmt                        | Westlich des Orts, südlich der Straße nach Bendeleben                                              |                                                                                        |      |
| ?          | Burganlage         | Seega         | Spornburg „Arnsburg“                                            | Mittelalter                       | 0,8 km südwestlich des Orts                                                                        | Gebäuderuinen                                                                          |      |
| ?          | Burganlage         | Seega         | Spornburg „Schlossberg“                                         | Mittelalter                       | 0,6 km südwestlich des Orts                                                                        |                                                                                        |      |
| ?          | Burganlage         | Seega         | Spornburg                                                       | Mittelalter                       | 1 km südwestlich des Orts                                                                          |                                                                                        |      |
| ?          | Grabhügel          | Seega         | Hügelgräber am Borntal                                          | Bronzezeit?                       | 1,5 km südwestlich des Orts                                                                        | Gruppe von 6 Hügeln                                                                    |      |
| ?          | Steindenkmal       | Seega         | Steinkreuz                                                      | Mittelalter, Neuzeit              | 2 km nordöstlich des Orts                                                                          |                                                                                        |      |
| ?          | Höhensiedlung      | Steinthaleben | Ochsenburg                                                      | Neolithikum, Bronzezeit           | 1 km südöstlich des Orts                                                                           | Bei Schröter als Spornburg geführt                                                     |      |
| ?          | Burganlage         | Steinthaleben | Gipfelburg „Kyffhäuser“                                         | Bronzezeit, Mittelalter           | 6 km nordöstlich des Orts                                                                          | Große Teile durch Steinbruch und Denkmalbau zerstört; Ausgrabungen 1934–38             |      |
| ?          | Burganlage         | Steinthaleben | Gipfelburg „Rothenburg“                                         | Mittelalter, Neuzeit              | 4 km nordöstlich des Orts                                                                          | Ausgrabung 1937                                                                        |      |
| ?          | Grabhügel          | Steinthaleben | Hügelgräber                                                     | Bronzezeit                        | 3,5 km nordöstlich des Orts, am Südhang des Tannenbergs                                            | Gruppe von 11 Hügeln                                                                   |      |
| ?          | Steindenkmal       | Steinthaleben | Hindenburg-Denkmal                                              | Neuzeit                           | Nordöstlich des Orts, Haus 3 des Kyffhäuserhotels                                                  | 2003 bei Schachtarbeiten entdeckt                                                      |      |
| ?          | Altbergbau         | Steinthaleben | Alabaster-Bergbau                                               | Mittelalter, Neuzeit              | Nordöstlich des Orts, am Schorn                                                                    |                                                                                        |      |